# 高天原 (小惑星)
高天原（たかまがはら、10831 Takamagahara）は、小惑星帯の小惑星である。静岡県の日本平観測所において、浦田武によって発見された。
日本神話、特に『古事記』で天津神の地とされる高天原にちなんで名づけられた。